# Francia zeneszerzők listája
Ez a cikk a francia születésű, vagy Franciaországban alkotó jelentősebb klasszikus zeneszerzőket sorolja.
A születési időpontoknál használt rövidítések:
- k. = körül. Pl. (1510-1515 k.–1572) = 1510-1515 körül született, vagy (1495 k.–1560 k.) = 1495 körül született és 1560 körül hunyt el.
- v. = vagy. Pl.: (1528 v. 1530–1600) = 1528-ban, vagy 1530-ban született

| Ábécé szerinti tartalomjegyzék                      |
| --------------------------------------------------- |
| A B C D E F G H I J K L M N O P Q R S T U V W X Y Z |

## A
- Eryck Abecassis (1956–) (wd)
- Adolphe Adam (1803–1856)
- François d’Agincourt (1684–1758)
- Léopold Aimon (1779–1866) (wd)
- Jehan Alain (1911–1940) (wd)
- Charles-Valentin Alkan (1813–1888)
- Jean-Claude Amiot (1939–) (wd)
- Jean Joseph Marie Amiot (1718–1793)
- Gilbert Amy (1936–) (wd)
- Jean-Henri d’Anglebert (1629–1691) (wd)
- Jean-Baptiste Arban (1825–1889) (wd)
- Paul Arma (magyar származású, er.: Weisshaus Imre 1904–1987)
- Daniel Auber (1782–1871)
- Jacques Aubert (1689–1753) (wd)
- Louis Aubert (1877–1968) (wd)
- Tony Aubin (1907–1981) (wd)
- Georges Auric (1899–1983)
- Artus Aux-Cousteaux (1590–1656) (wd)

## B
- Nicolas Bacri (1961–) (wd)
- Claude Balbastre (1724–1799)
- Jean Barraqué (1928–1973) (wd)
- François Bazin (1816–1878)
- Hector Berlioz (1803–1869)
- Christophe Bertrand (1981–2010) (wd)
- Henri Betti (1917–2005) (wd)
- Georges Bizet (1838–1875)
- Adolphe Blanc (1828–1885) (wd)
- Nicolas-Charles Bochsa (1789–1856)
- François-Adrien Boieldieu (1775–1834)
- Joseph Bodin de Boismortier (1689–1755)
- Michel Blavet (1700–1768)
- Léon Boëllmann (1862–1897) (wd)
- Mélanie Bonis (Mel Bonis 1858–1937)
- Lili Boulanger (1893–1918) (wd)
- Nadia Boulanger (1887–1979)
- Pierre Boulez (1925–2016)
- Chevalier de Saint-Georges (Joseph Boulogne, Chevalier de St George 1745–1799) (wd)
- Laurent Boutonnat (1961–) (wd)
- Eugène Bozza (1905–1991) (wd)
- Jean-Baptiste Bréval (1753–1823) (wd)
- Loys Bourgeois (1510 körül–1560 után)
- Alfred Bruneau (1857–1934) (wd)
- Henri Büsser (1872–1973) (wd)

## C
- André Campra (1660–1744)
- Joseph Canteloube (1879–1957) (wd)
- André Caplet (1878–1925) (wd)
- Jean-Baptiste Cardon (1760–1803)
- Jacques Castérède (1926–2014) (wd)
- Charles-Simon Catel (1773–1830) (wd)
- Pierre Certon (1510-1515 k.–1572) (wd)
- Emmanuel Chabrier (1841–1894)
- Cécile Chaminade (1857–1944) (wd)
- Jacques Champion de Chambonnières (1602–1672)
- Gustave Charpentier (1860–1956)
- Marc-Antoine Charpentier (1643–1704)
- Ernest Chausson (1855–1899)
- Nicolas Chedeville (1705–1782) (wd)
- Louis-Nicolas Clérambault (1676–1749) (wd)
- Pierre Cochereau (1924–1984)
- Pascal Collasse (1649–1709)
- Loyset Compère (1440-45 között–1518) (wd)
- Vladimir Cosma (román származású 1940–)
- Bruno Coulais (1954–) (wd)
- François Couperin (1668–1733)
- Louis Couperin (1626–1661)
- Jean Cras (1879–1932) (wd)
- Ferdinand de Craywinckel (1820–1888) (wd)

## D
- Nicolas Dalayrac (1753–1809) (wd)
- Jean-Michel Damase (1928–2013) (wd)
- Charles Dancla (1817–1907) (wd)
- Jean-François Dandrieu (1684–1738)
- Jean-Henri d’Anglebert (1629–1691) (wd)
- Louis-Claude Daquin (1694–1772)
- Claude Debussy (1862–1918)
- Michel Richard Delalande → Michel Richard de Lalande
- Georges Delerue (1925–1992)
- Léo Delibes (1836–1891)
- Jeanne Demessieux (1921–1968)
- Alfred Desenclos (1912–1971) (wd)
- Alexandre Desplat (1961–)
- François Dufault (1604–1672) (wd)
- Guillaume Dufay (1400 k.–1474)
- Maurice Duhamel (1884–1940) (wd)
- Paul Dukas (1865–1935)
- Henri Duparc (1848–1933)
- Gabriel Dupont (1878–1914) (wd)
- Jean-Louis Duport (1749–1819) (wd)
- Jean-Pierre Duport (1741–1818) (wd)
- Marcel Dupré (1886–1971)
- Émile Durand (1830–1903) (wd)
- Joël-François Durand (1954–) (wd)
- Louis Durey (1888–1979)
- Maurice Duruflé (1902–1986)
- Henri Dutilleux (1916–2013)
- Hugues Dufourt (1943–) (wd)

## E
- Thierry Escaich (1965–)

## F
- Ernest Fanelli (1860–1917) (wd)
- Louise Farrenc (1804–1875) (wd)
- Gabriel Fauré (1845–1924)
- Antoine Forqueray (1672–1745) (wd)
- Jean Françaix (1912–1997)
- César Franck (1822–1890)

## G
- André Gailhard (1885–1966)
- Raymond Gallois-Montbrun (1918–1994) (wd)
- Jacques Gallot (1625 k.–1695 k.) (wd)
- Denis Gaultier (1603–1672) (wd)
- André Gedalge (1856–1926) (wd)
- Benjamin Godard (1849–1895) (wd)
- Nicolas Gombert (1495 k.–1560 k.) (wd)
- François-Joseph Gossec (1734–1829)
- Claude Goudimel (16. század eleje–1572)
- Charles Gounod (1818–1893)
- Louis Théodore Gouvy (1819–1898)
- Jacques de Gouy (1610–1650) (wd)
- Nicolas de Grigny (1672–1703) (wd)
- Gérard Grisey (1946–1998)
- Gabriel Grovlez (1879–1944) (wd)
- Élisabeth Jacquet de La Guerre (1665–1729)
- Louis-Gabriel Guillemain (1705–1770) (wd)
- Jean Guillou (1930–2019) (wd)

## H
- Reynaldo Hahn (venezuelai születésű 1874–1947) (wd)
- Jacques Fromental Halévy (1799–1862)
- Charles-Louis Hanon (1819–1900) (wd)
- Guy d’Hardelot (1858–1936) (wd)
- Célestin Harst (1698 k.–1778)
- Lucien Haudebert (1877–1963) (wd)
- Pierre Henry (1927–2017) (wd)
- Ferdinand Hérold (1791–1833)
- Louis de Caix d’Hervelois (1677-80 k.–1759) (wd)
- Hervé (Louis Auguste Florimond Ronger, 1825–1892)
- Augusta Holmès (Hermann Zenta 1847–1903) (wd)
- Arthur Honegger (1892–1955)
- Jacques-Martin Hotteterre (1674–1763) (wd)
- Jean Huré (1877–1930) (wd)

## I
- Jacques Ibert (1890–1962)
- Vincent d’Indy (1851–1931)

## J
- Hyacinthe Jadin (1776–1800) (wd)
- Louis-Emmanuel Jadin (1768–1853) (wd)
- Clément Janequin (1485 k.–1588)
- Jean-Michel Jarre (1948–)
- Maurice Jarre (1924–2009)
- Claude Le Jeune (1528 v. 1530–1600)
- André Jolivet (1905–1974)
- Maurice Journeau (1898–1999) (wd)
- Louis-Antoine Jullien (1812–1860) (wd)

## K
- Cyprien Katsaris (ciprusi görög származású 1951–) (wd)
- Charles Koechlin (1867–1950) (wd)
- Joseph-François Kremer (1954–) (wd)
- Rodolphe Kreutzer (1766–1831) (wd)

## L
- Sophie Lacaze (1963–) (wd)
- Théodore Lack (1846–1921) (wd)
- Louis Lacombe (1818–1884) (wd)
- Paul Ladmirault (1877–1944) (wd)
- Michel Richard de Lalande (Delalandeként is 1657–1726) (wd)
- Édouard Lalo (Édouard-Victoire-Antoine Lalo 1823–1892)
- Michel Lambert (1610–1696) (wd)
- Jean Langlais (1907–1991) (wd)
- Marcel Lanquetuit (1894–1985) (wd)
- Raoul Laparra (1876–1943)
- Christian Lauba (1952–) (wd)
- Jean-François Lesueur (Le Sueurként is 1760–1837) (wd)
- Nicolas Lebègue (Le Bègue-ként is 1631–1702) (wd)
- Jean-Marie Leclair (1697–1764) (wd)
- Louis James Alfred Lefébure-Wély (1817–1869) (wd)
- Paul Le Flem (1881–1984) (wd)
- Michel Legrand (1932–2019)
- Jean-Pierre Leguay (1939–) (wd)
- Jacques Leguerney (1906–1997) (wd)
- Jean-Baptiste Lemire (1867–1945) (wd)
- Leoninus (1135 körül–1190 körül)
- Charles Émile Lévy → Émile Waldteufel
- Fabien Lévy (1968–) (wd)
- Gaston Litaize (1909–1991) (wd)
- Jean-Baptiste Lully (1632–1687)

## M
- Guillaume de Machault (Machautként is 1290 k.–1377)
- Albéric Magnard (1865–1914)
- Jean-Yves Malmasson (1963–) (wd)
- Marin Marais (1656–1728)
- Gabriel Marcel (1889–1973)
- Louis Marchand (1669–1732) (wd)
- Victor Massé (1822–1884) (wd)
- Jules Massenet (1842–1912)
- Paule Maurice (1910–1967) (wd)
- Jacques Féréol Mazas (1782–1849)
- Jules Mazellier (1879–1959) (wd)
- Stephane Meer (1951–) (wd)
- Étienne Nicolas Méhul (1763–1817)
- Max Méreaux (1946–) (wd)
- Olivier Messiaen (1908–1992)
- Jean-Christian Michel (1938–)
- Darius Milhaud (1892–1974)
- Jean-Joseph de Mondonville (Jean-Joseph Cassanéa de Mondonville 1711–1772) (wd)
- Jacques-Louis Monod (1927–) (wd)
- Michel Pignolet de Montéclair (1667–1737) (wd)
- Léon Moreau (1870–1946) (wd)
- Étienne Moulinié (1599–1676) (wd)
- Jean-Joseph Mouret (1682–1738) (wd)
- Tristan Murail (1947–) (wd)

## N
- François Joseph Naderman (1781–1835)

## O
- Jacques Offenbach (1819–1880)
- Joseph O’Kelly (ír származású 1828–1885) (wd)
- George Onslow (André George Louis Onslow 1784–1853) (wd)

## P
- Émile Paladilhe (1844–1926) (wd)
- Paul Paray (1886–1979) (wd)
- Perotinus (Perotinus Magnus, vagyis Nagy Perotinus 1165 k.–1220 k.)
- Émile Pessard (1843–1917)
- Jean-Louis Petit (1937–) (wd)
- Ninot le Petit (15. század–1520) (wd)
- François-André Danican Philidor (1726–1795)
- Philippe de Vitry (1291–1361)
- Gabriel Pierné (1863–1937) (wd)
- Pierre Pincemaille (1956–2018) (wd)
- Francis Poulenc (1899–1963)
- Jacques de la Presle (1888–1969) (wd)
- Josquin des Prez (1450 k.–1521)

## R
- Jean-Philippe Rameau (1683–1764)
- Maurice Ravel (1875–1937)
- Jean-Henri Ravina (1818–1906) (wd)
- Jean-Féry Rebel (1666–1747) (wd)
- Rhené-Baton (1879–1940) (wd)
- Jean-Claude Risset (1936–) (wd)
- Théodore Ritter (1840–1887) (wd)
- Pierre Rode (1774–1830) (wd)
- Louis Auguste Florimond Ronger → Hervé
- Guy Ropartz (Joseph Guy Ropartz 1864–1955) (wd)
- Claude Joseph Rouget de Lisle (1760–1836)
- Jean-Jacques Rousseau (1712–1778)
- Albert Roussel (1869–1937)
- Joseph-Nicolas-Pancrace Royer (1703–1755) (wd)
- Pierre de La Rue (1460 k.–1518) (wd)

## S
- Monsieur de Sainte-Colombe (1640–1700) (wd)
- Camille Saint-Saëns (1835–1921)
- Pierre Sancan (1916–2008) (wd)
- Erik Satie (1866–1925)
- Henri Sauguet (1901–1989) (wd)
- Eugène Sauzay (Charles Eugène Sauzay 1809–1901) (wd)
- Pierre Schaeffer (1910–1995) (wd)
- Florent Schmitt (1870–1958) (wd)
- Claudin de Sermisy (1490 k.–1562) (wd)
- Gaston Serpette (1846–1904) (wd)
- Éric Serra (1959–) (wd)
- Déodat de Séverac (1872–1921) (wd)

## T
- Walter Taieb (1973–) (wd)
- Germaine Tailleferre (1892–1983)
- Alexandre Tansman (Aleksander Tansman lengyel származású 1897–1986) (wd)
- Claude Terrasse (1867–1923) (wd)
- Ambroise Thomas (1811–1896)
- Maurice Thiriet (1906–1972)
- Yann Tiersen (1970–)
- Charles Tournemire (1870–1939)

## V
- Edgard Varèse (1883–1965)
- Louis Vierne (1870–1937)
- Robert de Visée (1650–1725) (wd)
- Vitry (Champagne) → Philippe de Vitry
- Louis Vuillemin (1879–1929) (wd)

## W
- Émile Waldteufel (Charles Émile Lévy 1837–1915)
- Weisshaus Imre → Paul Arma
- Charles-Marie Widor (1844–1937)

## Y
- Michèl Yost (1754–1786)

## Fordítás
- Ez a szócikk részben vagy egészben  a   List of French composers című angol Wikipédia-szócikk ezen változatának fordításán alapul.  Az eredeti cikk szerkesztőit annak laptörténete sorolja fel. Ez a jelzés csupán a megfogalmazás eredetét és a szerzői jogokat jelzi, nem szolgál a cikkben szereplő információk forrásmegjelöléseként.